# Karangkamulyan (Cijeungjing)
Karangkamulyan is een bestuurslaag in het regentschap Ciamis van de provincie West-Java, Indonesië. Karangkamulyan telt 3790 inwoners (volkstelling 2010).